# つれもてワイド
つれもてワイドは、和歌山放送の平日のワイド番組のレーベルの名称である。「つれもて」とは紀州弁（和歌山方言）で「連れ立って～」という意味がある。

## 番組
|                             | 番組名                                         | パーソナリティ                                                                           |
| --------------------------- | ---------------------------------------------- | ---------------------------------------------------------------------------------------- |
| 月～金 6:30-8:40            | 朝からつれもて                                 | 北尾博伸（月・火）、笠野衣美（水・木） 阿部奈緒美（金）                                  |
| 月～金 9:00-10:40           | もっと、つれわか!                              | 小田川和彦・松本有加（月・火） 小田川和彦・中川智美（水・木） 赤井ゆかり・八木亜夫（金） |
| 月～金 12:50-15:45          | 紀北 ひるドキッ♪・午後はなるほどっ             | 小林睦郎・小坂都（月～木） 桂枝曾丸・中川智美（金）                                      |
| 月～金 12:50-15:45          | 田辺 ひるドキッ♪・田辺発 感謝感激!アカシです。 | 松原燈・吉田昌代・山下博美                                                               |
| 月～金 12:50-15:45          | 新宮 ひるドキッ♪・新宮発☆ラジオDE元気          | 柿白享子・尾崎さとみ・引本孝之（気象予報士）                                             |
| 月～金 16:40-18:30          | wbsニュース 今日あす                           | 寺門秀介（月～水）、川井淳史（木） 北尾博伸（金）                                        |
| 月 20:30-20:50、21:00-22:00 | つれもてないと 藪下将人のハッピーマンデー      | 藪下将人                                                                                 |

1. ↑  12:50-13:00と15:00-15:45は本局のスタジオからの全県同時放送。13:00-15:00は本局と田辺白浜・御坊、新宮の各放送支局ごとで地域向け差し替え放送を行う

### 終了した番組
- つれもてないと（火～金）

#### つれもてシリーズ
- つれもてサタデー
- つれもてナイト～理美のサタデーアネックス